# Robert Dickinson
Robert Paul "Rob" Dickinson (23 de julio de 1952) es un músico argentino, guitarrista, compositor e intérprete. Nacido en 1952 como Robert Paul Dickinson, en Buenos Aires, Argentina. 
Dickinson ha transitado la historia del rock argentino casi de incógnito pero con brillantes aportes. Su música pudo haberse gestado en Liverpool o Nueva Orleans, y si bien es clara e indudablemente anglosajona, en muchos aspectos (frescura, temática, ironía y búsqueda de originalidad) resulta inevitablemente rioplatense.  Reconocido por su originalidad y versatilidad musical, ha incursionado en el rock progresivo, el folk y la fusión, pasando por el más puro pop inglés y el blues. Ha compuesto, además, música para sonetos de William Shakespeare y poemas de Edgar Allan Poe.   Su música suena familiar por lo abierta y franca, con melodías no faltas de complejidad pero que invitan a cantarse. Su ambigüedad interpretativa, la combinatoria de ritmos y estilos, y una cuidada producción musical (muchas veces a cargo de Julio Presas) le han permitido moverse con holgura por diversos géneros, componiendo desde melodías clásicas hasta un rock de una estilizada crudeza punk.  Hasta 2012 llevaba publicado siete álbumes, siete simples y dos compilaciones, destacándose "Obsession" (1992), que marca la maduración de su estilo pop, y dos singulares álbumes en los que ha puesto música a sonetos de Shakespeare, "Sonnets by William Shakespeare" (1983-2000) y a poemas de Edgar Allan Poe, "The Raven, by Edgar Allan Poe" (1984-1998).  Desde el inicio de los ´70 y hasta la actualidad, Dickinson se ha presentado como solista o integrando bandas, como "Dickinsonia", "Dickinson's Band" o "Dickinson Power Trío", formaciones en las que cabe destacar la participación de un joven Andrés Calamaro como tecladista durante la gira de 1983 a California, Estados Unidos.  
Músico singular, ha sido definido como un híbrido musical parido entre Londres y el Río de la Plata. Y efectivamente, su música puede entenderse como fruto de un crisol. Pasional e innovador, hombre con dos fuertes raíces culturales, Dickinson ha encontrado su identidad equilibrando la tradición anglosajona con la sensibilidad latinoamericana.

## Afinidades musicales y referentes
Es probable que Dickinson sea el único músico en Argentina que durante toda su carrera ha compuesto e interpretado en inglés, motivo por el que siempre se lo ha referenciado a músicos o bandas anglosajonas. Se lo ha declarado cercano a David Bowie por su histrionismo sobre el escenario, su voz profunda y su dicción y estilo acentuadamente británicos; y también se lo ha declarado afín a Bob Dylan por la estética folk de su álbum "L.A. Dream" (1981). Su originalidad como guitarrista e intérprete le ha valido comparaciones con Adrian Belew. Pero es de su álbum más popular, "Obsession" (1992), que surge la más común de las asociaciones, esto es, con David Byrne y los Talking Heads.

Pero dejando de lado las influencias y comparaciones, es justo reconocerle a Dickinson una constante preocupación por mantener la originalidad y la frescura, al punto de que sus álbumes pueden resultar anacrónicos, atemporales o, incluso, extrañamente contemporáneos.

## Inicios
A mediados de la década del setenta, Dickinson forma "Dickinsonia", su primera banda, junto a Roberto Apeseche en guitarra y Osvaldo Apeseche en batería. Tras algunos años de sesiones de garage y unas pocas presentaciones en vivo, en 1978 Dickinsonia graba su primer y único álbum, "Journey to the Sun" ("Viaje hacia el sol"), que incluye cinco cortes enmarcados dentro de la estética del rock progresivo. El álbum circuló entre un cerrado círculo de seguidores en la zona norte del Gran Buenos Aires, donde Dickinson y Apeseche acostumbraban a presentarse en pubs como dúo acústico. 

A inicios de los ochenta, Dickinsonia se disuelve. La experiencia sinfónica cede paso a composiciones más personales en las que Dickinson se inclina por el pop y el country. Forma entonces el “Dickinson Power Trío”, que contaba con Andrés Calamaro en teclados (Calamaro declarará en una entrevista realizada por la revista Rolling Stone que fue Dickinson quien lo introdujo a la música de Bob Dylan) y Gustavo Primo en batería. El trío graba un demo y parte para Estados Unidos, donde se presentan en diversos pubs de Los Ángeles sin alcanzar repercusión mediática. Meses después, regresarían a Buenos Aires con el sabor de los sueños frustrados, convirtiendo el demo grabado en el álbum "L.A. Dream" ("Sueño de Los Ángeles") (1981). Los temas de este disco evidencian el gusto de Dickinson por la fusión de ritmos y géneros. En el tema "Suddenly an Echo" ("Súbitamente un eco") pueden escucharse pasajes en ritmo de chacarera; el jazz asoma bajo la superficie en "Mr. Spoony" y en "Lady Godiva" se percibe una clara veta Beatle a flor de piel. 

En 1982, el drama de la guerra de Malvinas (conflicto armado entre Argentina y Gran Bretaña) tocará hondamente a Dickinson por ser anglo-argentino. En esa época compone "Night on the Island" ("Noche en la isla"), lanzado en 1983 en el simple “War” ("Guerra") junto con el tema “To Live in Sleep” ("Vivir en sueños").
Son tiempos marcados por la introspección, sin presentaciones en vivo, en donde comienza dos singulares proyectos, consistentes en la musicalización e interpretación de sonetos de William Shakespeare, “Sonnets by William Shakespeare”, y poemas de Edgar Allan Poe, “Poems by Edgar Allan Poe”. Pero estas composiciones espontáneas y magistrales tendrían que esperar más de una década antes de darse a conocer oficialmente.

## La madurez y el boom mediático
En 1992 lanza su álbum "Obsession", logrando gran difusión y repercusión en los medios, en el que participaron músicos de la talla de Roberto Apeseche, constante compañero de ruta de Dickinson, Martín Iacacconne, Ezequiel Itzcovich, José Luís Meningno y Julio Presas. "Obsession" es un álbum de prolija producción y de un depurado sonido con reminiscencias punk. Su precisa y estilizada instrumentación se contrapone con una cruda interpretación vocal. Esta propuesta musical, siempre ligada al pop inglés, marca la maduración de su estilo vocal, logrando crear un sonido ambiguo, profundo con tintes nasales y por momentos desgarradora. El álbum incluye un tema en castellano: “Tren”, que será el hit del disco, con una letra que trata con humor e ironía sobre ola salvaje de privatización de empresas estatales en la Argentina de aquellos años.
La buena acogida del álbum motivó una serie de presentaciones en Buenos Aires y una gira por algunas ciudades del interior de Argentina. En Bariloche participa junto a Sandra Mihanovich y Fabiana Cantilo en los conciertos de la Fiesta de la Nieve, y en Buenos Aires comparte escenario con Charly García en The Roxy. Los conciertos se presentaban como “Rob Dickinson, rock inglés”, un eslogan que contrasta con el “Rob Dickinson from Buenos Aires” que utilizará en lo sucesivo en sus presentaciones en Londres y Estados Unidos.

En 1994, aplacada ya la euforia mediática, el saxofonista y compositor Oscar Borda lo invita a unirse como guitarrista y vocalista de “La sociedad del ángel”, banda con la que Dickinson regresará al under porteño. La banda es votada mejor banda under de 1995 en “La cueva”, localización referente del circuito under porteño. La etapa en "La sociedad del ángel" culmina con la grabación de un álbum con siete temas del que poco se sabe.

## Un rumbo divergente, Shakespeare y Edgar Allan Poe
En 1996 Dickinson abandona "La sociedad de ángel" para abocarse a la producción y grabación de una nueva versión de su tema “The Raven, a poem by Edgar Allan Poe”, grabándola en Londres en ese mismo año. El tema motiva un proyecto fílmico, Terra, del director Tim Conrad, quien lo utilizará como banda de sonido, y encargará a Dickinson un tema para su cortometraje "Bird of Prey", tema homónimo grabado en Buenos Aires a fines de 1996 y editado en un simple.

Anunciado como “Rob Dickinson from Buenos Aires”, se presenta en Londres en el 12 Bar Club (templo del circuito under londinense) y en el Mean Fiddler (localización tradicional en el circuito del rock inglés, escenario de Eric Clapton, U2, Paul McCartney y los Rolling Stones).

Hacia fines de 1996, con un espectacular show de dramática puesta en escena, presenta "The Raven" en Buenos Aires. El show incluyó una coreografía con quince bailarinas y una big band de rock en escena. 

Pero será recién en 1998 cuando se presente oficialmente el álbum, auspiciado por el British Council, con un nuevo show multidisciplinario (con música, danza y teatro) en el Centro Cultural Recoleta de Buenos Aires; dice el catálogo del show: "Un moderno juglar narra viejas historias y recita poemas, una bailarina ejecuta una coreografía de danza contemporánea y una pareja de actores interpreta una obra teatral". La obra en cuestión es “The Raven, a Modern Version”, escrita para la ocasión por el dramaturgo británico Ivan Briscoe. Teatro, rock, poesía, estética y escenificación comienzan a ser conceptos recurrentes en el ideario artístico de Rob Dickinson. Luego, este show fue invitado para participar como invitado especial en el Festival Internacional de Teatro en La Paz, Bolivia (FITAZ), logrando excelentes críticas. 

En el año 2000 lanza el álbum “Sonnets”, que es un compilado de los sonetos musicalizados de William Shakespeare que venía realizando desde la década de los ochenta, y que habían aparecidos como bonus tracks en los álbumes “Obsession” y “The Raven”. Estos sonetos son piezas de un carácter atemporal, baladas inscriptas en el lenguaje formal del rock pero con melodías que parecen traídas del pasado.

A diferencia de bandas argentinas como Sumo, que tenía algunos temas en inglés, lo de Dickinson a este respecto ha sido excluyente, ya que todas sus composiciones son en inglés.
Según cuenta el músico en su blog, esto ha sido motivo de desconcierto y resistencia por parte del público argentino, y razón tanto de frustraciones como de satisfacciones para él.
Sus primeros dos discos, "Journey to the Sun", (1978) y "L.A. Dream" (1981), son totalmente en inglés. En "Obsession" (1992) se incluye el tema "Tren”, con la mayor parte de su letra en español y otra parte en inglés. "The Raven, by Edar Allan Poe" (1998), y "Sonnets by William Shakespeare" (2000) son en inglés. "Favstars" (2005) es un disco que recopila diversos covers tocados en vivo, con base en temas de los Beatles, los Rolling Stones, Stevie Ray Vaugan y Mark Knofler, todos en inglés.
Sólo más adelante es que Dickinson comienza a traducir y cantar algunos de sus temas en español. “Suddenly an Echo” de "L.A. Dream" (1980), fue traducido y en parte reescrito en castellano y presentado en 2011 como “Un lejano eco”. ”Dulce Corina” (2008) es un tema reescrito en español, con nueva letra, sobre la música de “Lady Godiva” grabado originalmente en inglés en "L.A. Dream" (1981). La letra de “Se viene el mono” (2008), ha sido escrita en castellano sobre la melodía de ““Howdy Dow Dow” (1996), y su letra trata sobre las revueltas y reclamos populares (marchas, revueltas, y cacerolazos) acaecidos en Argentina durante la crisis social y económica de 2001.
Finalmente, en su más reciente álbum en vivo, "Hambre de rock" (2012), pueden encontrarse además de las versiones en vivo de los ya mencionados "Tren" y "Se viene el mono", el “Blues de la serpiente” con la mayor parte de su letra en español y parte en inglés, y una versión totalmente traducida al español y adaptada al ambiente de Buenos Aires del tema "Mr. Spoony" grabado originalmente en inglés en "L.A. Dream" (1981).
Según cuenta el músico en su blog, estas iniciativas de traducción y nuevas letras en castellano han sido parte de un proceso orientadas a lograr mayor interacción con el público en las presentaciones en vivo.

## Década 2000-2010
Con cinco álbumes tan disímiles como "Journey to the Sun" (rock progresivo), "L.A. Dream" (folk), "Obsession" (pop), "The Raven" y "Sonnets" (baladas), Dickinson demuestra que su arte no admite encasillamientos, a la vez que confirma la conocida fórmula de que la diversificación no es el camino ideal para consolidar un público seguidor.
Ya lejos de las cámaras, la TV y los medios de radiodifusión, Dickinson emprende en 2002 la gira “Roll Over Argentina, con la que se presenta como solista en diversos conciertos y festivales en el interior de Argentina. 

En 2004 retoma el “Dickinson Power Trío” junto a Juanka del Busto en bajo y Carlos Ocorzo en percusión. Luego de una serie de conciertos durante todo el año, anuncian el lanzamiento de “Back” ("De regreso"), un lanzamiento repetidas veces postergado, del que se dieron a conocer algunos cortes como "Broken Harted", pero que finalmente fue postergado indefinidamente.

En 2006 reedita una versión remasterizada de “L.A. Dream”, el álbum que grabara en 1981 con Andrés Calamaro y lanza “The Eclectic Me”, un compilado con algunos de sus temas más populares y algunas versiones inéditas de su primera etapa. 

En 2007 el "Dickinson Power Trío" cambia su formación, con Ramiro Agudelo en el bajo y Marcelo Mampelman en batería, presentando el “Back in Town Tour” (Gira "De vuelta en el pueblo"), con el que se presentaron en Punta del Este, (Uruguay) y en Buenos Aires. 

En 2008 se edita el simple "Sweet Corine", con tres temas producidos por Julio Presas, “Eurock” (en inglés), “Se viene el mono” y “Dulce Corina” (en español).

Durante la década 2000-2010 Dickinson se orientó más a pulir y perfeccionar su sonido y composiciones antes que a producir nuevas canciones, lo que resultó en pocos nuevos temas pero de gran madurez conceptual y musical. Tal es el caso de "Eurock" y "Broken Harted". Mientras que el tantas veces anunciado y postergado álbum “Back” fue aplazado definitivamente. 

## Últimas presentaciones del Dickinson Power Trío
En febrero de 2011, la formación se presentó en el festival de rock "Por nuestros hermanos indígenas", en la ciudad de San Pedro, Provincia de Buenos Aires,  con Ralph Müller reemplazando a Marcelo Mapelman en batería, compartiendo escenario con el legendario grupo Vox Dei. En Octubre del mismo año, volcieron a presentarse en la segunda edición del Festival, esta vez en la ciudad de La Plata, y ahora sí, con Marcelo Mapelman de vuelta en batería. En esta ocasión también compartieron escenario con Vox Dei, y con el Julio Presas Trío. 

## Discografía

### Álbumes de estudio
- 1978 - "Journey to the Sun", Dickinsonia
- 1981 - "L.A. Dream", Dickinson's Band (Rob Dickinson, Andrés Calamaro, Pablo Aslan y Andrés Teocharides)
- 1992 - "Obsession", Rob Dickinson - solista
- 1998 - "The Raven by Edar Allan Poe", Rob Dickinson - solista
- 2000 - "Sonnets by William Shakespeare", Rob Dickinson - solista

### Álbumes en vivo
- 2005 - "Favstars", Dickinson Power Trío (Rob Dickinson, Juanka Del Busto y Carlos Ocorzo)
- 2012 - "Hambre de rock", Dickinson Power Trío (Rob Dickinson, Ramiro Agudelo y Marcelo Mapelman)

### Sencillos
- 1983 - "War"
- 1986 - "Bird of Prey"
- 1987 - "Mr. Spoony"
- 2007 - "Se viene el mono
- 2008 - "Dulce Corina"
- 2009 - "Eurock'
- 2012 - "Blues de la serpiente"

### Compilaciones
- 2006 - "The Eclectic Me"
- 2006 - "The Raven and Sonnets"